# Leilani Dowding
Pour les articles homonymes, voir Dowding.
Leilani Dowding, née le 30 janvier 1980, est une mannequin britannique.
Elle remporte le concours de Miss Grande-Bretagne 1998 et participe au concours Miss Univers 1998.

## Jeunesse

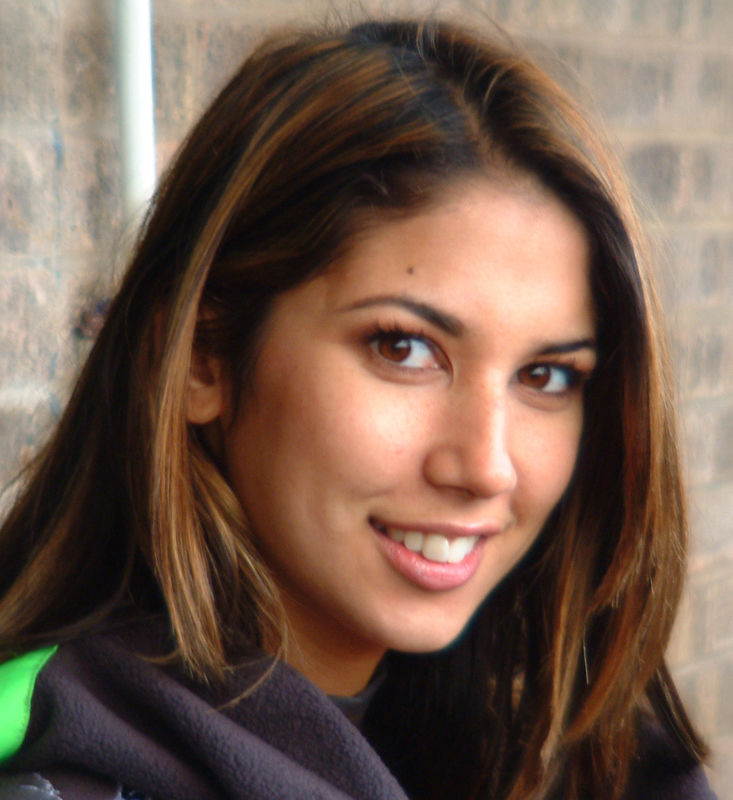
Leilani Dowding à l'aéroport d'East Midlands en Angleterre, en septembre 2002.

Leilani Dowding a grandi à Bournemouth et a une sœur cadette, Melanie. Elles ont été élevées dans la foi catholique romaine par Zena, leur mère philippine, et Chris, leur père britannique. Le prénom Leilani signifie "fleur céleste". Elle a été prénommée ainsi en référence au cousin de sa mère.
Leilani Dowding et sa sœur ont fréquenté l'école St Peter à Bournemouth. Elle a obtenu de bons résultats à l'école, gagnant onze GCSE et trois A-levels. Elle a étudié afin d'obtenir un diplôme en économie à la Royal Holloway, une annexe de l'université de Londres, à Egham dans le Surrey, avec l'intention de devenir commerçante. En 1998, à 18 ans, elle participe au concours de Miss Grande-Bretagne qu'elle remporte. Plus tard dans la même année, à Hawaï, elle est devenue la première femme d'origine asiatique à représenter la Grande-Bretagne dans le concours Miss Univers.

## Carrière
Après ses succès dans les concours de beauté, Leilani Dowding a abandonné l'université pour poursuivre une carrière de mannequin à plein temps. Bien qu'initialement elle ne pensait pas faire des photos seins nus, elle a commencé à poser pour la Page 3 du Sun en 1999. Sa jeune sœur Melanie («Mel») Dowding a également eu une brève carrière de mannequin.
En 2003, elle est classée 89e sur la liste FHM des femmes les plus sexy du monde.
Leilani Dowding a été invitée dans divers programmes de la télévision britannique, notamment en jouant les hôtesses dans les émissions Big Breakfast et This Morning (ITV), et en apparaissant dans la série Faking It (Channel 4), ainsi que dans Celebrity Wrestling (ITV) et Celebrity Fear Factor (en) (NBC). Elle a par ailleurs apprécié figurer dans la série Peter Pan durant une saison en tant que pantomime en interprétant Tiger Lilly.
Leilani Dowding a participé à l'émission "spéciale charité" du Weakest Link (quiz télévisé, version britannique du Maillon faible, diffusé principalement sur BBC Two et BBC One) réservée aux "filles de la page 3 (du Sun)", où elle a perdu en finale face à Jakki Degg. Leilani Dowding était en compétition au nom de la RSPCA et d'organismes de bienfaisance qui luttent contre le cancer du sein. Avant le spectacle, elle a fait preuve d'auto-dérision en déclarant : « J'ai hâte d'utiliser mon cerveau pour la première fois en trois ans. »
Leilani Dowding a participé à des tournois de poker pour célébrités et a fait la promotion de Ladbrokes,,.
Elle apparaît également dans l'émission de télé-réalité américaine Tough Love Miami, dans laquelle elle s'occupe de sa propre superficialité afin de trouver un compagnon approprié.
Elle s'est par ailleurs rendue en Bosnie, au Kosovo, en Irak et à Chypre pour soutenir le moral des troupes britanniques en poste à l'étranger.
Leilanie Dowding est apparue dans le numéro de décembre 2011 de la version américaine du magazine Maxim.
Elle a également participé à l'émission de télé-réalité The Millionaire Matchmaker (Série 8 Épisode 10) diffusée sur la chaîne américaine Bravo.
Enfin, Leilani Dowding a créé sa propre ligne de vêtements, la Collection Leiluna.[réf. nécessaire]

## Vie privée
Leilani Dowding a été fiancée à l'ancien footballeur, défenseur du Wimbledon F.C. et d'Irlande du Nord, Mark Williams, puis à l'ancien attaquant du Middlesbrough, Jérémie Aliadière,.
Elle a également été brièvement mariée au restaurateur Richard Palmer, ex-mari de Raquel Welch, mais ils sont maintenant divorcés,.

## Critiques
En 2014, Leilani Dowding a publié sur Internet une photo d'elle-même déguisée en chef amérindien assassiné. Cela a été considéré comme extrêmement offensant par Indian Country Today News.